# Crematogastrini
Tribu
Les Crematogastrini sont une tribu de fourmis myrmicines avec 64 genres et 8 genres fossiles.

## Systématique
La tribu des Crematogastrini a été créée en 1893 par l'entomologiste suisse Auguste Forel (1848-1931).

## Liste des genres
- Acanthomyrmex Emery, 1893
- Adlerzia Forel, 1902
- Ancyridris Wheeler, 1935
- Atopomyrmex André, 1889
- Calyptomyrmex Emery, 1887
- Cardiocondyla Emery, 1869
- Carebara Westwood, 1840
- Cataulacus Smith, 1853
- Crematogaster Lund, 1831
- Cyphoidris Weber, 1952
- Dacatria Rigato, 1994
- Dacetinops Brown & Wilson, 1957
- Dicroaspis Emery, 1908
- Dilobocondyla Santschi, 1910
- Diplomorium Mayr, 1901
- Eutetramorium Emery, 1899
- Formicoxenus Mayr, 1855
- Formosimyrma Terayama, 2009
- Gauromyrmex Menozzi, 1933
- Gaoligongidris Xu, 2012
- Harpagoxenus Forel, 1893
- Huberia Forel, 1890
- Indomyrma Brown, 1986
- Kartidris Bolton, 1991
- Lasiomyrma Terayama & Yamane, 2000
- Leptothorax Mayr, 1855
- Liomyrmex Mayr, 1865
- Lophomyrmex Emery, 1892
- Lordomyrma Emery, 1897
- Malagidris Bolton & Fisher, 2014
- Mayriella Forel, 1902
- Melissotarsus Emery, 1877
- Meranoplus Smith, 1853
- Metapone Forel, 1911
- Myrmecina Curtis, 1829
- Myrmisaraka Bolton & Fisher, 2014
- Nesomyrmex Wheeler, 1910
- Ocymyrmex Emery, 1886
- Paratopula Wheeler, 1919
- Perissomyrmex Smith, 1947
- Peronomyrmex Viehmeyer, 1922
- Podomyrma Smith, 1859
- Poecilomyrma Mann, 1921
- Pristomyrmex Mayr, 1866
- Proatta Forel, 1912
- Propodilobus Branstetter, 2009
- Recurvidris Bolton, 1992
- Rhopalomastix Forel, 1900
- Romblonella Wheeler, 1935
- Rostromyrmex Rosciszewski, 1994
- Rotastruma Bolton, 1991
- Royidris Bolton & Fisher, 2014
- Secostruma Bolton, 1988
- Stereomyrmex Emery, 1901
- Strongylognathus Mayr, 1853
- Temnothorax Mayr, 1861
- Terataner Emery, 1912
- Tetheamyrma Bolton, 1991
- Tetramorium Mayr, 1855
- Trichomyrmex Mayr, 1865
- Vitsika Bolton & Fisher, 2014
- Vollenhovia Mayr, 1865
- Vombisidris Bolton, 1991
- Xenomyrmex Forel, 1885

### Genres fossiles
- †Enneamerus Mayr, 1868
- †Eocenomyrma Dlussky & Radchenko, 2006
- †Hypopomyrmex Emery, 1891
- †Lonchomyrmex Mayr, 1867
- †Oxyidris Wilson, 1985
- †Parameranoplus Wheeler, 1915
- †Stigmomyrmex Mayr, 1868
- †Stiphromyrmex Wheeler, 1915